# Cesta do lesa
Cesta do lesa (noto anche con il titolo internazionale To the Woods) è un film del 2012 diretto da Tomáš Vorel. Il film si riallaccia vagamente a Cesta z města, del 2000, sempre di Vorel.

## Trama
Honza e Marketa Marak, di provenienza cittadina, si sono stabiliti in campagna, nei pressi di una foresta demaniale, con i loro figli Anyna, una studentessa delle scuole superiori, e il piccolo Seyen. Honza lavora per Josef Čvrk, che cura la foresta per conto dello Stato, e Marketa esegue massaggi e prescrive cure naturali, a base di funghi, ai compaesani. Inoltre ha appena fatto ritorno in paese, fresco di diploma, Ludva Papoš Ju., il figlio di un agricoltore locale, ed ha preso servizio, in qualità di guardiaboschi, in una casa isolata nella foresta.
Anyna, sulle orme della madre, è una ecologista ad oltranza ed un poco naif, ed inizialmente si scontra con Ludva, che, dato il suo lavoro, è pure di fatto ecologista, anche se pratica la caccia. Fra i due si instaura tuttavia una relazione sentimentale.
Una notte, Marketa organizza una seduta di guarigione tramite funghi, con diversi invitati: il problema è che si tratta di funghi allucinogeni, e la polizia - evidentemente allertata da qualche abitante del paese, nel quale non tutti sono ben disposti verso i Marak - fa irruzione e pone la donna sotto inchiesta. Poco più avanti Honza perde il lavoro, e si riduce a fare da guardiano per le mucche del padre di Ludva; ma intanto la sentenza viene emessa e i Marak devono pagare una forte multa. In ristrettezze, si risolvono a vendere la casa decisi a lasciare l'insediamento nel quale paiono non essere benvoluti, tanto più che Josef Čvrk, il probabile autore della delazione verso la polizia, vede la figlia Lada, innamorata di Ludva, rifiutata a favore di Anyna, colla quale il giovane guardiaboschi ha deciso di sposarsi.
Il padre di Ludva, che inizialmente non era contento della relazione del figlio con la ragazza, che ora è incinta, elargisce a Honza, come regalo di matrimonio per i figli, la somma necessaria per pagare la multa, a patto che non lasci il paese.        	